# Hypostomus pantherinus
Hypostomus pantherinus är en fiskart som beskrevs av Kner, 1854. Hypostomus pantherinus ingår i släktet Hypostomus och familjen Loricariidae. Inga underarter finns listade i Catalogue of Life.